# La Sauvetat-de-Savères
La Sauvetat-de-Savères (okzitanisch: La Sauvetat de Savèra) ist eine Gemeinde mit 482 Einwohnern (Stand: 1. Januar 2022) in Frankreich im Département Lot-et-Garonne in der Region Nouvelle-Aquitaine (vor 2016: Aquitanien). La Sauvetat-de-Savères gehört zum Arrondissement Agen und zum Kanton Le Pays de Serres. Die Einwohner werden Chatelains genannt.

## Geografie
La Sauvetat-de-Savères liegt etwa 13 Kilometer ostnordöstlich von Agen im Tal der Petite Séoune. Umgeben wird La Sauvetat-de-Savères von den Nachbargemeinden Saint-Robert im Norden, Cauzac im Nordosten, Saint-Martin-de-Beauville im Osten, Puymirol im Süden sowie Saint-Caprais-de-Lerm im Westen und Südwesten.

## Bevölkerungsentwicklung
| 1962                       | 1968 | 1975 | 1982 | 1990 | 1999 | 2006 | 2018 |
| -------------------------- | ---- | ---- | ---- | ---- | ---- | ---- | ---- |
| 308                        | 303  | 284  | 260  | 312  | 349  | 474  | 533  |
| Quellen: Cassini und INSEE |      |      |      |      |      |      |      |

## Sehenswürdigkeiten
- Kirche Saint-Pierre, Monument historique

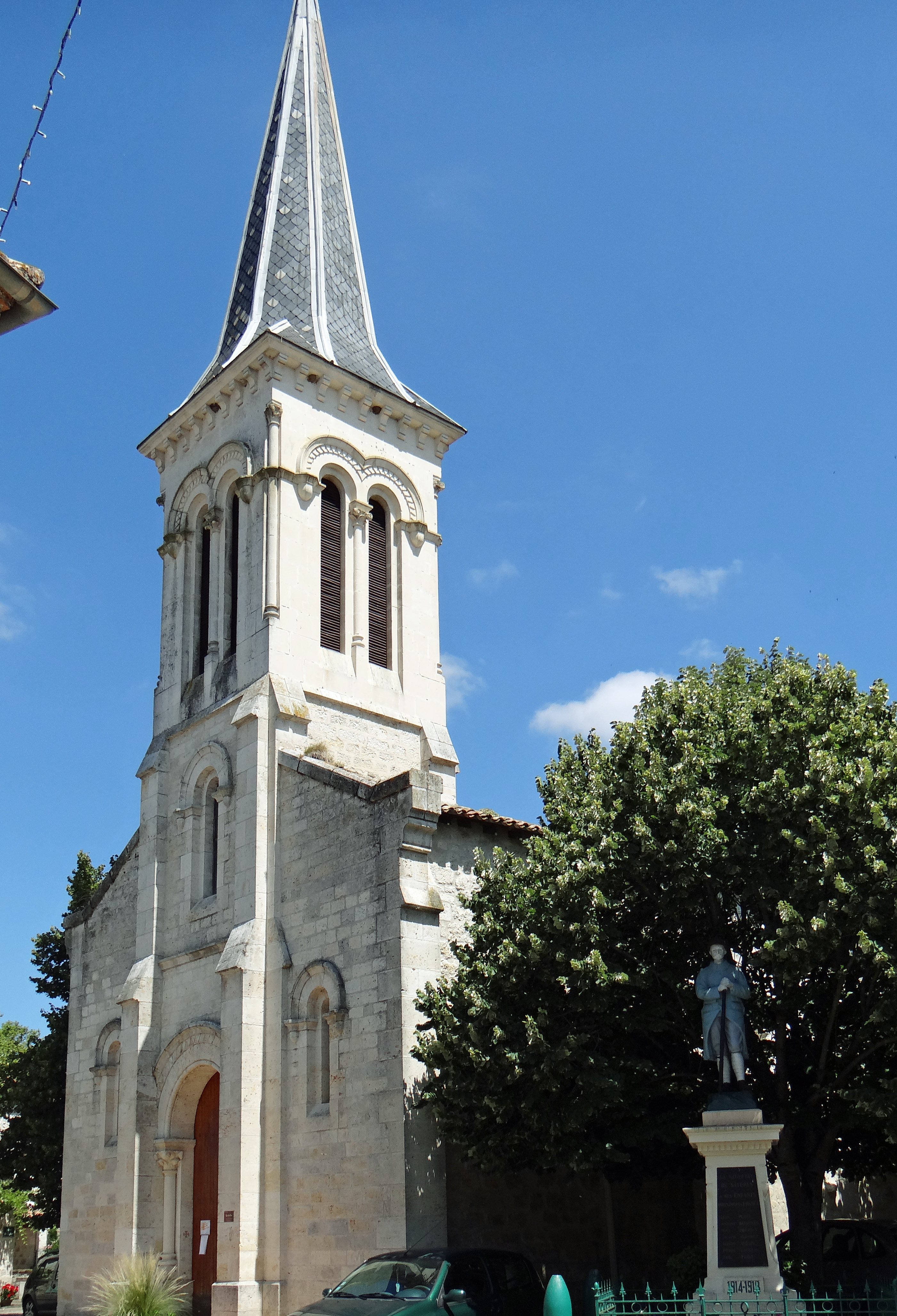
Kirche Saint-Pierre